# Euastrum validum
Euastrum validum là một loài Song tinh tảo trong họ Desmidiaceae, thuộc chi Euastrum.